# Павличић
Павличић је презиме. Познати људи са овим презименом су:
- Дубравко Павличић (1967–2012), хрватски фудбалер
- Игор Павличић (1970), српски политичар
- Павао Павличић (1946), хрватски писац, књижевни историчар и преводилац